# Johan Theodor Holmskjold
Johan Theodor Holmskiold (Nyborg, Dinamarca, 14 de junho de 1731 – Copenhaga, 15 de setembro de 1793) foi um botânico, cortesão e administrador dinamarquês.